# Giulio Tedeschi
Giulio Tedeschi (Piacenza, 10 agosto 1952) è un produttore discografico italiano.
Viene considerato dall'Enciclopedia del rock un «autentico pioniere del "fai da te" che da decenni si batte in quasi totale solitudine contro le convenzioni artistiche e commerciali del music business nostrano» e «un esempio nobile e coraggioso che nessuno, purtroppo, ha avuto il coraggio di seguire».

## Biografia
(Marco Baratti da "Enciclopedia Rock anni '80", Arcana Editrice 1989)
(Gianni Milano da "Ermetico volto votato al sogno", Quaderni di Cantarena 2002)
(Simone Stopponi, "Rockit Mag", giugno 2003)
È residente a Torino dal 1971. Vive l'entusiasmo creativo e politico post-sessantotto e dal 1972 al 1976 edita (contando sulla collaborazione irregolare di molti, tra cui Riccardo Bertoncelli, Matteo Guarnaccia, Elio Bussolino, Gianni Milano) la rivista underground Tampax (poi editrice) che si occupa di controinformazione, musica, poesie e fumetti, pubblicando, tra gli altri, scritti di Timothy Leary, Jim Morrison, Alan Watts.

I fondatori dell'Internazionale situazionista a Cosio d'Arroscia, nell' aprile del 1957

Nel dicembre 1974 durante una riunione redazione della rivista "Combinazioni" incontra Stefano Tamburini (futuro creatore di RanXerox e del periodico Frigidaire) impegnato in quel momento a collaborare sporadicamente con il circuito alternativo romano. Lo convince a disegnare la sua prima storia a fumetti, Morning glory, pubblicata poi come allegato all'aperiodico Zombie International.
Dal 1975 al 1980 soggiorna per brevi ripetuti periodi a Parigi avendo come residenza l'Hotel Modern di Cours de Vincennes. 
Nella capitale francese ha modo di riavvicinarsi al situazionismo che aveva conosciuto anni prima. Stringe rapporti con l'area del nuovo fumetto francese (tra cui Les Humanoïdes Associés/Métal Hurlant e Futuropolis) che contribuisce a far conoscere in Italia ed approfondisce lo studio delle energie alternative (in particolare solari ed eoliche).
Trascorre l'autunno del 1976 in Spagna, allora in piena transizione tra l'oscura epoca franchista (Francisco Franco era deceduto nel novembre dell'anno precedente) e la democrazia. Tappe del tour: Barcellona, Valencia, Madrid, Saragozza 
e nuovamente Barcellona. Il viaggio produce solidi contatti con l'area culturale underground locale (finalmente uscita alla luce del sole) ed in special modo con alcuni rappresentanti del fumetto alternativo e del rock catalano (movimento creativo da cui deriverà quasi tutta la scena musicale indipendente iberica degli anni ottanta).

Gianni Milano, 1968

Nel 1977 segue la nascita e la brevissima vita del torinese Centro di documentazione e diffusione stampa alternativa Pancho Villa.
Nella primavera del 1978 approda in Grecia, continuando un suo ideale viaggio culturale nel bacino del Mediterraneo. Visita Patrasso, Atene (con residenza presso il Minerva Hotel, dietro piazza di Sintagma), Salamina (dove conoscerà il poeta Andrè Canneloupoulos, che per le sue idee libertarie aveva subito pesanti torture nel periodo della Dittatura dei Colonnelli), Corfù, Paxos. Durante il viaggio scriverà una serie di brevi testi (sorta di diario in poesia), una parte dei quali venne poi raccolta con il titolo di "Stop over a Corfù".

Performance di Allen Ginsberg e Peter Orlovsky al Festival dei Poeti sulla spiaggia di Castelporziano, 1979

Il 28-29 e 30 giugno del 1979 è uno dei 20.000 che si riunirono sul litorale di Ostia, per quello che sarà ricordato come il "Festival internazionale di Poesia di Castelporziano". Al meeting partecipano decine di poeti (famosi e meno), arrivati da tutto il mondo, tra cui Allen Ginsberg, Dario Bellezza, Amiri Baraka, Evgenij Aleksandrovič Evtušenko, Lawrence Ferlinghetti, Franco Cordelli, Gregory Corso, Renzo Paris. 
In quei giorni Tedeschi stringe nuovi rapporti e prepara progetti futuri. Incontra per la prima volta il poeta beat Aldo Piromalli, tornato per l'occasione dal suo "esilio" ad Amsterdam, di cui era editore, per l'Italia, da alcuni anni.
In quel periodo in campo musicale Tedeschi appoggia il movimento degli autoriduttori, affiancandosi a Stampa Alternativa l'agenzia di controinformazione guidata da Marcello Baraghini, molto attiva su quel fronte. Ed è proprio in un'ottica di contestazione verso il business della musica che, sempre nel 1979, crea la Meccano, autogestione discografica ispirata al Do It Yourself di matrice punk.
Tra le prime scoperte di Tedeschi, Stefano Righi, a cui produce, dopo un'incisione sotto la denominazione di Luciano Serra Pilota, "Bianca surf" (Meccano Records/Italian Records), il primo 45 giri con lo pseudonimo di (Johnson Righeira)che in seguito diventerà estremamente noto. La song proposta è in realtà un twist, sulla scia del rock demenziale degli Skiantos e verrà ristampata nel 1981 dalla CGD.
Per la Meccano, in seguito, produce una serie di lavori considerati ancor oggi seminali per la scena punk dei primordi, tra cui l'album dei romani Bloody Riot, le due compilation Raptus ("1984 Raptus" e "Raptus Negazione e Superamento") e il debutto dei Raw Power You Are The Victim.
Nel 1980, dirige Camion ("rivista internazionale di nuova poesia") con multisede a Torino, Milano, Amsterdam, pubblicando autori come Gianni Milano, lo svizzero Franco Beltrametti e l'olandese Simon Vinkenoog. Per il periodico cura ed introduce "1968/1978, dieci anni di nuova poesia italiana", breve antologia di testi poetici allegata al n.1. L'11 aprile 1980, per il lancio promozionale della rivista, organizza presso il club torinese Postino Cheval "Funky, Punky and Chic", reading multimediale di poesia, musica e mimo, con la partecipazione di Walter Ferrari, Meo Cataldo Dino, Giacomo "Spazio" Mojetta (uno dei fondatori, anni dopo, della label indipendente Vox Pop) ed Antonio Meo.
Nel biennio 81/82 organizza in due locali di Torino (il centrale Fire Club ed il periferico Mexico Club), le rassegne "Come dei cani", "Punk's not Dead" e "Costretti a sanguinare", in occasioni delle quali presenta una serie di band underground italiane, tendenzialmente con attitudini punk (ma non solo): Blind Alley (il primo progetto sonoro di Gigi Restagno), Spillettes, Bad Boys, Fall Out, Zip, Blue Vomit, Rough, Wurstel. Nel suo insieme, questa attività (rivolta ad evidenziare la presenza di una nuova generazione di giovani musicisti emergenti) è da considerarsi la prima del suo genere in Italia. "Costretti a sanguinare" ispirerà il titolo del primo romanzo di Marco Philopat (prima edizione nel 1997 per Skake Edizioni).
Nella primavera del 1982 edita e dirige il numero unico di Clima (Climateric Revue) dedicato, in particolare, alle sperimentazioni grafiche del nuovo fumetto italiano. Tra i collaboratori: Edoardo Di Mauro (coordinatore della redazione, diventato nel corso degli anni critico d'arte e direttore artistico del Museo di Arte Urbana di Torino e direttore dell’Accademia Albertina di Torino), Marco Lavagetto, Raffaello Ferrazzi, Luciano Serra Pilota (più noto come Johnson Righeira).

Stefano Tamburini

Nel 1985 chiude la Meccano e con Carla Celsa ne cambia la denominazione in Toast Records, affiancando al punk, la neopsichedelia, il beat, il demenziale, la new-wave. Verrà invece mantenuta intatta l'attitudine indipendente, anche nella distribuzione. Caratteristica che ha aiutato la Toast Records a superare le ripetute crisi del mercato discografico che si sono susseguite negli ultimi decenni. Diventando, ad oggi, la più longeva label indipendente italiana, nonché l'unica a non essersi mai appoggiata, per la diffusione, a strutture multinazionali.
Tra i progetti musicali scoperti o valorizzati da Tedeschi ricordiamo (tra i tanti): Statuto, Afterhours, Yo Yo Mundi, Marlene Kuntz, i demenziali Figli di Guttuso e Powerillusi, i Vegetable Men e i No Strange, gli Aton's (esponenti della musica neoprogressive), i Gang, i Trenincorsa. E musicisti come Massimiliano Casacci (più noto come Max Casacci), futuro chitarrista dei Subsonica (che debutta su Toast Records con due brani, uno nell'audiorivista Punto Zero, l'altro in Oracolo), il chitarrista torinese Marcello Capra che viene rilanciato da Tedeschi dopo un periodo di ritiro dalle scene o lo stravagante Sandro Oliva.
Per Toast Records, in molti casi, ha ricoperto non solo la funzione di produttore esecutivo ma anche quella di produttore artistico (non apparendo quasi mai ufficialmente in quest'ultimo ruolo), appoggiato spesso da Luigi "Gigi" Gonzaga Guerrieri (già bassista della beat band Cocks), ingegnere del suono del torinese Minirec Studio.
Alla fine degli anni ottanta è tra gli artefici della riscoperta della musica beat italiana, pubblicando compilation come "Fiori e colori", "Ricorda con rabbia" ed "Oracolo". Nello stesso periodo è uno dei fautori della nascita di una scena neobeat italiana, producendo i bolognesi Avvoltoi ed i senesi Barbieri.
Dal 1990 al 1995 dirige (con lo pseudonimo di Silvano Silvi) Punto Zero criticando spesso dalle pagine dell'audiorivista, l'atteggiamento passivo di buona parte della scena musicale nazionale di fronte all'invadente strapotere delle multinazionali. Di Punto Zero usciranno 25 numeri (rivista + album in vinile). Quasi 100 i progetti musicali pubblicati, tra cui: Statuto (P.Z 1), Afterhours, Massimiliano Casacci, Electric Sound In  The City (P.Z. 2), No Strange (P.Z. 3), Paul Chain (P.Z. 5/6), Starfuckers (P.Z. 7), Pankow (P.Z. 8), Marlene Kuntz (P.Z. 9/10), Incontrollabili Serpenti (P.Z. 11/12), Klasse Kriminale (P.Z. 13/14), ACTH, Kenze Neke (P.Z 15), Gang (P.Z. 16/17), Fleurs du Mal (P.Z. 21/22/23).
Nel 1993 firma Toccatevi l'amore è cieco, prima, unica e brevissima storia del rock in Italia, dal 1958 in avanti (pubblicato in allegato al numero 13/14 di Punto Zero). Suddiviso in 5 brevi capitoli (1958/1969 - 1970/1975 - 1976/1979 - 1980/1992 - 1993) il pamphlet ripercorre in modo telegrafico i fatti salienti del rock nazionale. In quarta di copertina, particolare del racconto a fumetti Morning Glory di Stefano Tamburini a cui è dedicato il lavoro.
Sempre nel 1993, riesumando per l'occasione la Meccano Records, cura un 45 giri in tiratura limitata contenente "Gioventù Bruciata" e "No eroina", due brani tratti dall'album dei Bloody Riot (1985). Un'edizione speciale con la copertina disegnata per l'occasione da Alex Vargiù (bassista della band) ed introdotta da uno scritto di Roberto Perciballi, co-produttore del lavoro.
Dall'autunno del 1994 cura su "Dynamo" (rivista edita dalla biellese Proart e diretta da Mauro Zola) una rubrica di costume ed arte varia che si installa mensilmente a pag. 74, quella che chiudeva il numero precedendo la terza di copertina. Tedeschi si autocita, intitolandola "Costretto a sanguinare". L'appuntamento, condotto con brillante foga critica, avrà vita breve e cesserà di apparire nell'estate dell'anno dopo.
Nel 1999 è tra i fondatori di AudioCoop (il Coordinamento delle Etichette Indipendenti italiane).
Nell'aprile del 2001 Tedeschi, in occasione del "Tavagnasco Rock" Festival, firma
e diffonde "1977-2001: musiche indipendenti, alternative, marginali ed emarginate in Italia" (dedicato alla memoria di Gianni Sassi). Il documento ripercorre velocemente circa 25 anni di storia musicale, chiudendo con una serie di indicazioni per il decennio a venire. Lo stesso scritto sarà distribuito il 28 dicembre dello stesso anno a tutti i convenuti all'assemblea nazionale di AudioCoop (presso le Officine Estragon di Bologna).

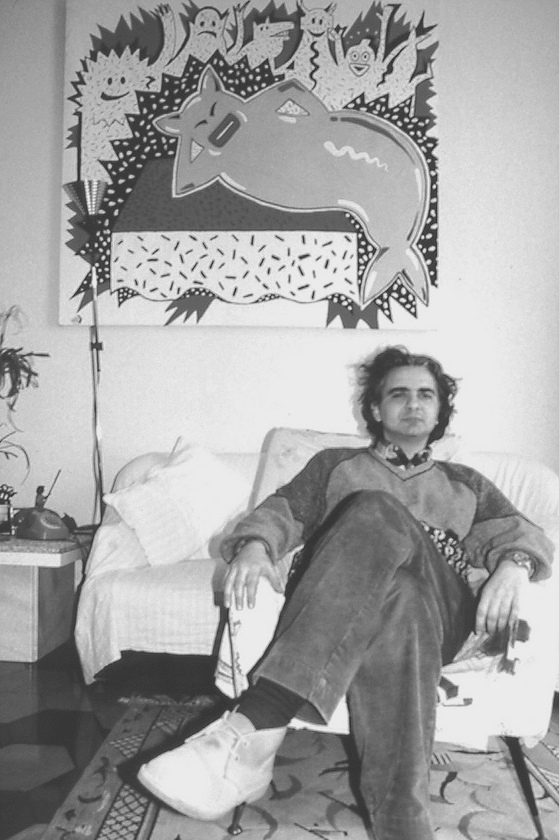
Matteo Guarnaccia

Nell'autunno del 2001 dà vita con l'appoggio determinante del MEI (Meeting delle Etichette Indipendenti) al Premio Toast, l'unico riconoscimento italiano rivolto esclusivamente ai musicisti, gruppi e progetti che esprimono la loro creatività attraverso 
la pura espressione strumentale ("Si tratta di concedere credibilità a situazioni spesso di nicchia, eppure preziose nel creare e ricercare attraverso suono e musicalità, senza il condizionamento, la centralità, spesso la "zavorra" della parola e del cantato").
Nella notte tra il 17 e il 18 dicembre 2001 partecipa (come editore e biografo del poeta beat Gianni Milano) ad "El Topo Happening" presso il milanese Leoncavallo.
Gianni Milano contribuirà all'evento (organizzato dalla rock band Timoria e scenografato da Matteo Guarnaccia) salmodiando "Uomo Nudo", visionario ed apocalittico testo scritto dal poeta a metà anni sessanta. La performance live, apparirà integralmente nel doppio CD "Generazione senza vento" dei Timoria, pubblicato due anni dopo (Polydor/Universal, 2003).
Nello stesso anno, Gianni Milano gli mette a disposizione la totalità del suo archivio di testi poetici, per agevolare un futuro, vasto lavoro di ricerca antologica.
Nel 2002 crea AudioCoop Piemonte, che viene ufficializzata il 10 febbraio dello stesso anno con l'assemblea indetta presso i locali del torinese SoundTown. Tra i presenti (oltre allo stesso Tedeschi): Rudi Tanzi (Shinseiki), Beppe Melchionna (ARCI), Massimo Visentin (Studio80), Barbara Santi (Radio Torino Popolare).
Nel settembre del medesimo anno progetta il video "Facce da AudioCoop", dedicato ai musicisti underground piemontesi, coordinando anche lo staff operativo, composto dal regista Sal Cotruzzola e dal tecnico Marco "Kaid" Suppo. Tra i protagonisti della clip, i componenti di svariati progetti musicali, tra cui Ventra, Sofisma, Livido, Officine Aurora, Zerokelvin. Colonna sonora, un frammento tratto della suite psichedelica "Exorcismo Blanco" di Tito & Thee Brainsuckers. Il reportage viene presentato ufficialmente il 23/24 novembre 2002 durante il M.E.I di Faenza.

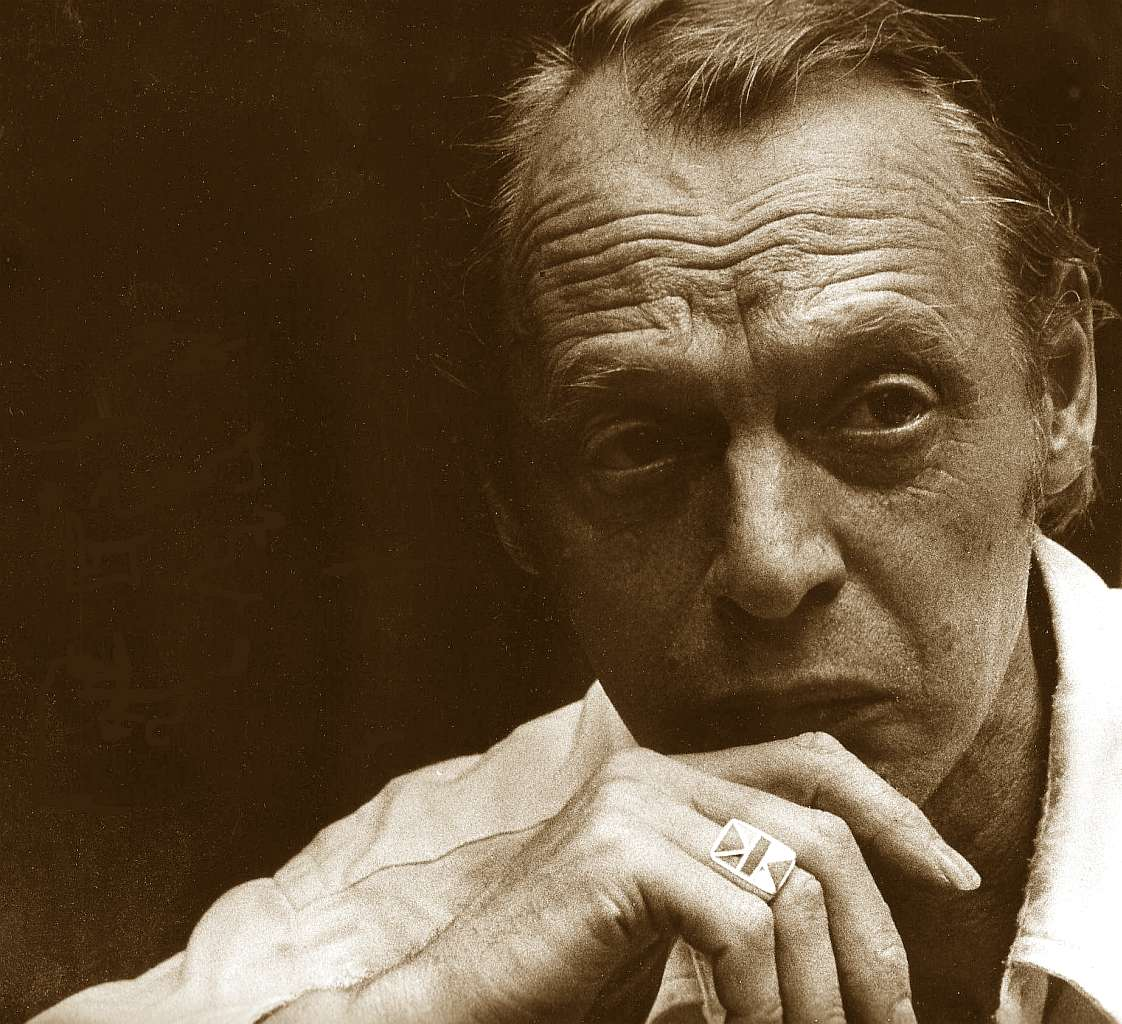
Simon Vinkenoog

Nel 2003 cura (per Toast Records e Independent Music) "Radio pirata", la prima compilation del MEI e di AudioCoop contenente 18 Artisti e band, tra cui Subsonica, Nada, Afterhours, Perturbazione, Claudio Rocchi. La raccolta viene distribuita a livello nazionale in allegato al primo numero dell'audiorivista romana Independent Music e nel circuito di FNAC Italia.
Nello stesso anno redige per Toast Records (sempre a nome del MEI e di AudioCoop) "Mei Day, una canzone indipendente per l'estate", cd/album promozionale contenente contributi sonori di varie band emergenti italiane (tra cui Reggae Ambassadors, Isola di Niente, Nobraino) e la presenza, come ospiti speciali, degli Statuto.
Nel 2005 è tra coloro che contribuiscono a far nascere e a diffondere il progetto denominato Primo maggio tutto l'anno.
Nel 2006, con Michael Pergolani e Renato Marengo, progetta il Lamezia Demo Fest, festival dedicato alla nuova musica emergente ed indipendente italiana. In occasione dell'edizione del 2008 organizza al Teatro Umberto di Lamezia il Convegno "Essere indipendenti nel Sud Italia" a cui partecipano, come relatori, oltre allo stesso Tedeschi anche Michael Pergolani, Renato Marengo, Max Maffia e Giancarlo Passarella.
Nel giugno del 2009 pubblica, in edizione privata e limitata, una raccolta di testi sparsi del poeta beat italiano Gianni Milano, intitolata "Un Beat con le Ali" (Tedeschi/Il mio libro, Roma 2009), a cui seguirà la "Telegrafica biografia di un Poeta noto come Gianni Milano" (Tedeschi/Il mio libro, Roma 2018) 
Nell'autunno del 2010 cura e produce (con la collaborazione del M.E.I e di Michael Pergolani & Renato Marengo) Il premio dei premi compilation promozionale che raccoglie 14 giovani proposte indipendenti italiane ed a inizio 2011 progetta "Wanted Primo Maggio" evento indipendente da svolgersi durante la Festa dei Lavoratori ad Hiroshima Mon Amour storico rock club torinese. Nello stesso anno organizza il Festival itinerante "Attentato alla Musica". 
Nel 2013 cura la pubblicazione di "Madras Ice Cream", raccolta di suoi inediti scritti dal 1973 in avanti e produce "In ritardo alla fine del mondo", album della band pop-noise Officine Aurora. L'anno dopo segue la pubblicazione di "Up and Down", testamento in musica del bluesman Luigi Tempera. Nel 2015 coordina il lavoro editoriale di "Buone Nuove Dal Suono", il tributo ai 31 anni di attività della label indipendente Toast Records. Il volume raccoglie le testimonianze di 42 tra musicisti e operatori culturali italiani, tra cui Michael Pergolani, Federico Guglielmi, Vittore Baroni, Renato Marengo, Max Casacci. 
Nel 2017, con la collaborazione di Toast Records crea "Operazione Robinson", l'archivio diffuso della musica indipendente italiana. Nello stesso anno produce un numero sperimentale della rivista Camion, con la partecipazione di sette autori, tra cui Gianni Milano, ideando un box contenente un CD audio (che raccoglie le voci dei vari poeti protagonisti) e una cartolina artistica riproducente un quadro di Giancarlo Pavanello. Nel 2018, si affianca e supporta The Five Faces, band genovese di ispirazione sixties, con importanti esperienze discografiche in terra inglese, pubblicando "Tempi Moderni". Nello stesso anno collabora ed edita "Dada Banana" il saggio sulla new-wave torinese anni ottanta firmato da Ezio Albrile & Giovanni Spada. Nel 2019 produce il 45 giri "Mare" dei Five Faces e l'album di new-folk "Lasa andrera la pieuva" degli Amish e cura per la torinese Camion Press l'antologia di poesia internazionale "Americans and Others", che raccoglie contributi in italiano, inglese, spagnolo e francese.
Nel 2020 segue la produzione di due album, "Piazza Solferino" del cantautore Luigi Antinucci e "Rob", esordio del batterista torinese Roberto Spiga. Nello stesso periodo inizia una collaborazione a Radio Reporter Torino, indirizzata all'area musicale indipendente italiana.
Nel 2021 cura la pubblicazione della raccolta "Blues City Inferno Blues" (tra gli artisti presenti Luigi Tempera, Marco Roagna, Fleurs du Mal) in collaborazione con la Off-Beat Records e co-produce "Anthology" degli Aquael. Nel 2024 produce l'album "Long after the golden age" degli Screaming Floor.

## Dischi prodotti
Si elencano qui solo alcuni album di cui Tedeschi è stato produttore artistico, e non quelli pubblicati come discografico.
- 1982 - "Torino è la mia città" (45 giri) dei Rough
- 1985 - "No Strange" (Lp) dei No Strange (con Alberto Ezzu)
- 1988 - "Vacanze" (Lp) degli Statuto (con Marziano Fontana)
- 1989 - "Oracolo" (2Lp compilation) (con Massimiliano Casacci)
- 1989 - "Senza di lei" (Minilp) degli Statuto (con Marziano Fontana e Antonio "Tony Face" Baciocchi)
- 1992 - "Il sesso del DJ" (Mix) dei Figli di Guttuso (con Luigi "Gigi" Gonzaga Guerrieri)
- 1999 - "5 Investigators" (Minicd) di Steve Sperguenzie & The Lisergic Ants (con Luigi "Gigi" Gonzaga Guerrieri)
- 1999 - "Uomo nudo" (Cd album) di Gianni Milano
- 2002 - "Sirene" (Minicd) dei Guignol (con Luigi "Gigi" Gonzaga Guerrieri)
- 2004 - "Fino a che non cambierà" (Minicd) dei Trenincorsa (con Luigi "Gigi" Gonzaga Guerrieri)
- 2005 - "Stazione Resistenza" (Cd album) dei Trenincorsa (con Luigi "Gigi" Gonzaga Guerrieri)

## Pubblicazioni (estratto)

### Poesia
- "Stop over a Corfù" breve raccolta di testi poetici inclusa in Camion n.1 (Torino, 1980)
- "Madras Ice Cream" selections 1973/2011 (Tedeschi/Il Mio Libro, Roma 2013) a cura dell'Autore, introduzione di Silvano Silvi

### Saggi
- "Tampax in retrospect 1971-1978" (Tampax Editrice, Torino 1978)
- "Toccatevi l'amore è cieco, prima, unica e brevissima storia del rock in Italia (1958/1993)" in allegato a Punto Zero n.13/14 (Toast Records, Torino 1993)
- "Avvolti e indifesi" breve saggio sulla scrittura Beat italiana (con bibliografia essenziale), in "Storia della musica psichedelica italiana" a cura di Lodovico Ellena (Menhir Libri, Vercelli 1998) pagg. 104/105/106
- " 1977-2001: musiche indipendenti, alternative, marginali ..." Edizione Privata (Torino 2001)
- "Cuore matto, matto da legare (Indipendenti italiani 1957/2007)" pagg. 104/105 in "Indypendenti d'Italia" (a cura di Enrico de Angelis, Federico Guglielmi e Giordano Sangiorgi) Zona Editrice (Arezzo 2007)

### Antologie (curatore)
- Gianni Milano "Un Beat con le Ali, poesie sparse 1965/1968" (Tedeschi/Il Mio Libro, Roma 2009), a cura di Giulio Tedeschi, introduzione di Poppi Ranchetti, note di copertina di Giulio Tedeschi
- AA.VV "Americans and Others" (Tedeschi/Il Mio LIbro, Roma, 2019) antologia di poesia internazionale con svariati autori da tutto il mondo compresi l'italiano Mauro Macario e il poeta nordamericano Neeli Cherkovski

### Viene citato(estratto)
- Pinni Galante - Dalle Alpi alle Piramidi (momenti ed immagini della cultura marginale in Italia) - Arcana Editrice (Roma), 1975), pag. 12
- Luciano "Fricchetti" Trevisan - Compra o muori (la produzione discografica indipendente) - Stampa Alternativa (Roma), 1983), pag. 64
- Fabrizio della Porta e Gilberto Maina - 1977-1987 ritratto della musica italiana da adolescente in "Notes di note" - RTP97 (Torino), 1987), pag.77
- Giorgio Valletta - La provincia dell'impero in "Notes di note" - RTP97 (Torino), 1987), pag.81
- Matteo Guarnaccia - 1968-1988 Arte Psichedelica e controcultura in Italia Stampa Alternativa (Roma), 1988), pag. 109
- AA.VV (a cura di Riccardo Bertoncelli) - Enciclopedia Rock Anni '80 Arcana Editrice (Milano) 1989, pag. 824
- AA.VV (a cura di Cesare Rizzi, Giordano Casiraghi e Federico Guglielmi) - Enciclopedia del rock italiano - Arcana Editore (Milano), 1993), pagg. 399-401
- AA.VV (a cura di Lodovico Ellena) - Storia della musica psichedelica italiana - Menhir Libri (Vercelli, 1998), pagg. 28-31-32
- Riccardo Pedrini - Ordigni (storia del punk a Bologna) - Castelvecchi (Roma, 1998) pag. 93
- Gianluca Umiliacchi e Michele Mordente - Poveri ma liberi (catalogo delle fanzine italiane 1977-1997) - Stampa Alternativa (Roma), 1998), pagg. 23-25
- AA.VV (a cura di Barbara Santi) - Venti di... musica (vent'anni di Radio Torino Popolare) - RTP97 (Torino, 2002), pag. 14
- Gianni Milano - Ermetico volto votato al sogno - Quaderni di Cantarena 2002), pag. 23
- Simone Stopponi - Rock-eat - Rockit Mag n. 19 (giugno 2003), pag. 23
- Luca Frazzi - Hardcore, gli anni furiosi (1982-1990) - Apache Edizioni (Pavia, 2003), pag. 21-25
- Paolo Ferrari - Anomalia Subsonica - Giunti Editore (Firenze, 2003), pag. 14
- Loris Furlan - "Premio Toast per proposte strumentali", Il Mucchio n.590 (7/13 settembre 2004) pag. II inserto "Fuori dal Mucchio"
- Arturo Compagnoni - "Italia '80 (il Rock indipendente italiano negli anni ottanta)" Edizioni Apache (Pavia, 2004), pagg. 13-23
- John Vignola - Il libretto mosso del MEI - Zona Editrice (Arezzo, 2006), pagg. 15-31-34
- Simona Orlando - Ballate di male e miele (gli Afterhours si raccontano) - Arcana Libri (Milano, 2006), pag. 10
- AA.VV (a cura di Gianluca Testani) - Enciclopedia del rock italiano - Arcana Libri (Milano, 2006), pag. 345
- AA.VV (a cura di Enrico de Angelis, Federico Guglielmi, Giordano Sangiorgi) - "Indypendenti d'Italia" - Zona Editrice (Arezzo, 2007), pagg 57-58
- Paolo Ferrari - I dARI, la mia ultima scoperta, intervista a Massimo Gabutti - "La Stampa" (1º ottobre 2008), pag. 67 dell'edizione torinese
- Paolo Ferrari - Cosa resta di quegli anni 80 - "Torino Sette" (3 ottobre 2008), pag. 19
- Paolo Ferrari - Una notte Toast e in rap a San Salvario - "Torino Sette" (9 novembre 2008), pag. 14
- Edo Rossi - Percorsi musicali indipendenti - Chinaski Edizioni (Genova, 2009), pagg. 98-99
- Gabriele Baroni - Non solo new-wave. Come gli anni '80 hanno copiato i Sixties - Alias, 30 ottobre 2010, pag. 16
- Antonio Bacciocchi - "La ribellione elegante" - Volo Libero Edizioni (Milano, 2014), pagg. 28-30-94
- Lodovico Ellena "Viaggio allucinogeno in Italia" in "Psichedelia" (Sprea Editore, 2020), pag.88
- Antonio Bacciocchi "Sogni in Technicolor" in "Psichedelia" (Sprea Editore, 2020), pag.100
- Edoardo Fassio - "Toast Records privilegia l'inferno Blues" - "Torino Sette" (2 aprile 2021), pag.8
- Luca Frazzi, "Sniffando Colla. Fanzine musicali italiane", collana Le guide pratiche di RUMORE, Torino, Homework edizioni, 2022., pag. 54

### Interviste(estratto)
- Federico Guglielmi "Lo stato dell'unione, inchiesta sul rock indipendente italiano: per una volta, invece che di musica, parliamo di business" - Il Mucchio Selvaggio n. 119, dicembre 1987, pagg. 17-18-19
- Elio Bussolino "Majors del disco? No grazie" - La Repubblica.25 agosto 1990, pag.IX dell'edizione torinese
- John Vignola "Punto Zero, la discoteca di Babele" - Rockerilla n. 206, ottobre 1997, pag. 74
- Daniel Marcoccia "La Grande Famiglia" - Rocksound (Speciale Italia), estate 1999, pagg. 56-57
- Matteo Guarnaccia su "Underground Italiana" - Malatempora (Roma, 2000), pagg. 182-183-190
- Fabio Massimo Arati "Toast Records" - Il Mucchio Selvaggio n. 476, 5/11 marzo 2002, pagg. X-XI dell'inserto "Fuori dal Mucchio"
- Arturo Compagnoni su "Italia '80 (il Rock indipendente italiano negli anni ottanta)" Edizioni Apache (Pavia, 2004), pagg. 55-58
- Marco Delsoldato "Speciale Toast Records" - Losingtoday n. 08, novembre 2005, pagg. 41-42-43
- Paolo Ferrari "Non ci limitiamo a pubblicare CD, creiamo contatti"- La Stampa (10 gennaio 2008), pag. 77 dell'edizione torinese
- Alberto Campo "La mia vita da indipendente" - La Repubblica (7 marzo 2021), pag.11 dell'edizione torinese
- Cristina Palazzo "A Torino tanto potenziale" - La Repubblica (17 ottobre 2022), pag.10 dell'edizione torinese

### Interviste online(estratto)
- Intervista a Musicalnews.com a cura di Gianni Della Cioppa 2002
- Intervista ad Ultrasonica.it a cura di Freaknrg 2007
- Intervista a Mayday[collegamento interrotto] 2007
- Intervista a ToIndie.net a cura di Federica Masera[collegamento interrotto] 2008
- Intervista a La Repubblica.it a cura di Roberto Calabrò 2009
- Intervista a Piemonte Mese, a cura di Nico Ivaldi 2017